# Estat d'ànim (Star Trek: La nova generació)
"Estat d'ànim" (títol original en anglès "Frame of Mind") és el 21è episodi de la sisena temporada de la sèrie de televisió de ciència-ficció estatunidenca Star Trek: La nova generació, i el 147è de tota la sèrie. Es va emetre originalment el 3 de maig de 1993 en redifusió als Estats Units. El guió fou escrit per Brannon Braga i dirigit per James L. Conway.
Ambientada al segle XXIV, la sèrie segueix les aventures de la tripulació de la nau de la Flota Estel·lar de la Federació Enterprise-D sota el comandament del capità Jean-Luc Picard. En aquest episodi se centra en el comandant Riker mentre s'enfronta a realitats contradictòries.
L'episodi incorpora elements de l'obra de teatre de Tom Stoppard Every Good Boy Deserves Favour, que havia estat interpretada recentment per membres del repartiment.

## Argument
Durant una simulació per a una missió encoberta, Riker és ferit accidentalment pel Tinent Worf, i mentre la Dra. Crusher cura la ferida al cap, una mica de dolor persisteix. Després actua a "Estat d'ànim", una obra en què el seu personatge està confinat en un manicomi, i fa un soliloqui sobre la naturalesa de ser sa. Al final de l'obra, un oficial arrufa les celles, ignorant l'ovació del públic. Mentre Riker s'aixeca després d'una reverència, es troba sol, atrapat en una cel·la similar a la del decorat. Mentre està tancat a la cel·la, Riker sent un metge humanoide alienígena recitar una frase de l'obra.
A la cafeteria del manicomi, Riker s'agita quan li recorden que va matar un home, cosa que fa que els metges el sedin. En despertar a l'"Enterprise", Riker fuig d'un metge alienígena només per trobar-se de nou a la cel·la del manicomi, on els metges utilitzen projeccions hologràfiques de l'"Enterprise" per convèncer-lo que el manicomi és la veritable realitat. Això aconsegueix convèncer en Riker d'ignorar el que creu que és una al·lucinació de la Dra. Crusher, que intenta alertar-lo d'un intent de rescat imminent, que aconsegueix retornar-lo a l'"Enterprise", cosa que en Riker continua convençut que és una al·lucinació. Per demostrar-ho, es dispara un faser, revelant que roman a la cel·la del manicomi. En un intent de destruir la cel·la, sobrecarrega l'arma i, després que detoni, es troba de nou a l'escenari del teatre rebent una ovació. Negant-se a acceptar això com a real, en Riker colpeja la paret del decorat, trencant aquesta realitat.
Finalment, recuperant la consciència en una taula d'operacions, amb un dispositiu inserit al cap on ha estat experimentant dolor, en Riker lluita per alliberar-se i utilitza la seva placa de comunicació per sol·licitar una teleportació immediata. De tornada a bord de l'"Enterprise", la Dra. Crusher cura les seves ferides i en Riker s'assabenta que havia estat fet presoner en la missió encoberta. Les estranyes experiències havien estat provocades per la seva resistència als esforços per escanejar el seu cervell per descobrir informació estratègica sobre la Federació. Riker torna al plató de l'obra per última vegada per desmantellar-la.

## Repartiment i doblatge al català
La sèrie va ser doblada al català pels estudis Tramontana (primera part) i Soundtrack (segona part) i emesa a TV3 l’any 1991. Els dobladors de l'episodi foren:
| Personatge         | Actor/actriu     | Veu en català       |
| ------------------ | ---------------- | ------------------- |
| Jean-Luc Picard    | Patrick Stewart  | Joan Crosas         |
| William Riker      | Jonathan Frakes  | Antoni Forteza      |
| Data               | Brent Spiner     | Joaquim Sota        |
| Geordi La Forge    | LeVar Burton     | Aleix Estadella     |
| Worf               | Michael Dorn     | Enric Arquimbau     |
| Beverly Crusher    | Gates McFadden   | Aurora Garcia       |
| Deanna Troi        | Marina Sirtis    | Alicia Laorden      |
| Dr. Syrus          | David Selburg    | Francesc Figuerola  |
| Administrador Suna | Andrew Prine     | Josep Maria Mas     |
| Cuidador Mavek     | Gary Werntz      | Jordi Vilaseca      |
| Presonera Jaya     | Susanna Thompson | Maria Lluïsa Magaña |

## Producció
Brannon Braga va tenir una idea vaga per a un episodi en què Riker es desperta en un manicomi alienígena i no té ni idea de com hi ha arribat:  "Què passa si Riker es desperta en un manicomi?" Com que es necessitaven urgentment guions per a nous episodis cap al final de la sisena temporada, la idea va ser acceptada ràpidament per Rick Berman i Michael Piller, i Braga, amb l'ajuda de l'equip de guionistes de la sèrie, la va desenvolupar fins a convertir-la en un esborrany de guió utilitzable en tres dies. Conway havia dirigit anteriorment els episodis de TNG "Justícia" i "La zona neutral" a la primera temporada.
La sèrie té com a estrella convidada Susanna Thompson com a Jaya, la seva segona aparició a La nova generació. Thompson tornaria més tard a l'episodi "Rejoined" de Deep Space Nine, i com a Reina Borg en diversos episodis de Star Trek: Voyager. David Selburg, Andrew Prine i Gary Werntz foren altres convidats.

## Recepció
El 2001, The A.V. Club va qualificar aquest episodi amb una "A−" i va dir que era la millor actuació de l'actor Jonathan Frakes fins ara a la sèrie.
El 2012, Keith DeCandido de Tor.com va donar a l'episodi una qualificació de nou sobre deu..
El 2016, The Hollywood Reporter va qualificar "Estat d'ànim" com el 68è millor episodi de tots els episodis de Star Trek i el 16è millor episodi de Star Trek: La nova generació, i de nou el maig de 2019 el van classificar com un dels 25 millors episodis d'aquesta sèrie, descrivint-lo com un episodi "fosc i ambiciós" amb un guió que jugava amb el sentit de la realitat del públic.
Wired va classificar "Estat d'ànim" com un dels millors episodis de Star Trek: La nova generació en una crítica del 2012, i va citar l'escriptor Ronald D. Moore: "Vaig pensar que era interessant com 'Estat d'ànim' utilitzava una obra de teatre com a pont per conduir Riker entre la realitat i la bogeria", va dir Moore.
El 2017, Heroes & Icons va classificar aquest episodi com un dels 18 episodis de Star Trek amb contingut terrorífic o inquietant.
El 2017, Den of Geek va classificar aquest episodi com un dels 25 episodis "imprescindibles" de Star Trek: La nova generació.
El 2019, The Hollywood Reporter va classificar aquest episodi entre els 25 millors de Star Trek: La nova generació.
El 2020, Den of Geek va classificar "Estat d'ànim" com el quart episodi més terrorífic de tots els episodis de televisió de la franquícia Star Trek.
El 2021, Screen Rant el va classificar com el segon episodi més terrorífic de tots els episodis de la franquícia Star Trek. Van elogiar l'actuació de l'actor Jonathan Frakes i una història d'alta qualitat.

## Llançaments
L'episodi es va publicar com a part de la caixa de la sisena temporada de "Star Trek: La nova generació" DVD als Estats Units el 3 de desembre de 2002. Una versió remasteritzada en HD es va publicar en Blu-ray el 24 de juny de 2014.
El 3 de novembre de 1999, es va publicar en LaserDisc als Estats Units, juntament amb "Sospites". Els dos episodis junts tenien una durada de 93 minuts i una pista d'àudio Dolby surround.